# Торрита-ди-Сьена
Торрита-ди-Сьена (итал. Torrita di Siena) — коммуна в Италии, находится в регионе Тоскана, в провинции Сиена.
Население составляет 7351 человек (2008), плотность населения составляет 121 чел./км². Занимает площадь 58 км². Почтовый индекс — 53049. Телефонный код — 0577.
Покровителем коммуны почитается святой Констанций из Перуджи, празднование 29 января.

## Демография
Динамика населения:

## Администрация коммуны
- Официальный сайт: http://www.comune.torrita.si.it/